# Space Quest IV: Roger Wilco and the Time Rippers
Space Quest IV: Roger Wilco and The Time Rippers (с англ. — «Космическое приключение IV: Роджер Вилко и Временники») — четвёртая часть приключений неудачника космического масштаба Роджера Вилко.
Выход игры состоялся 4 марта 1991 года на 3,5" и 5,25" дискетах. Позднее, в декабре 1992 года в продажу поступила полностью озвученная версия на CD-ROM. Space Quest IV — одна из первых игр, где использовалась технология motion capture. В производстве игра для Sierra On-Line обошлась в сумму более чем 1 млн долларов, а доход от продаж составил больше, чем доход от продаж всех предыдущих частей, вместе взятых. Несмотря на то, что версия для Atari ST была анонсирована через журнал Sierra News Magazine, выпуск её был отменён.

## Сюжет
На сей раз Роджеру предстоит путешествие во времени через разные части самой серии Space Quest. Так, сначала воскресший в Space Quest XII Сладж Вохаул перемещает Роджера в будущее, чтобы наконец-то свести с ним счёты. Герою удаётся невероятными усилиями спастись, при этом захватив новейший временной катер Timebuster 2000 SUX стоимостью 38415 буказоидов (буказоид — денежная единица игрового мира серии Space Quest). Роджер также посетит Space Quest X: Latex Babes of Estrotos (название пародирует игру Leather Goddesses of Phobos от Infocom) и Space Quest I, где графика и музыка вернутся к оригинальному изданию 1986 года, а сам Роджер предстанет во всей 256-цветной красоте (что послужит поводом для насмешек со стороны банды монохромных байкеров).
Как и Space Quest III, Space Quest IV содержит мини-игру: Ms. Astro Chicken (в русской версии «Хроники пикирующего бомбояйцовщика»), где игроку необходимо управлять курицей, несущей смертоносные яйца на охотников и их собак.

## Защита от копирования
В Space Quest IV была использована оригинальная система защиты от пиратства, которая заключалась в том, что перед первым совершением перемещения во времени игра запрашивала координаты, которые можно было найти в специальном мануале, поставляемом в коробке с лицензионной версией. В случае, если игрок вводил неправильные координаторы, Вилко убивали межгалактические полицейские.

## Локализация
Несмотря на то, что официально игра в России не продавалась, существуют два перевода на русский язык, выполненные командами Taralej & Jabocrack и СDs Ltd.. Для версии от T&J характерна максимальная адаптация шуток и скетчей к российским реалиям (вплоть до красной звезды на танке), а стиль перевода СDs Ltd. приближён к оригиналу. Слово «временники», фигурирующее в названии игры, является вариантом перевода, выполненного T&J, оригинального словосочетания time rippers.

## Критика
| Награды              | Награды                                                          |
| Издание              | Награда                                                          |
| -------------------- | ---------------------------------------------------------------- |
| Rock, Paper, Shotgun | Рейтинг лучших приключенческих игр всех времён (2015), 8-е место |

Игра получила восторженные отзывы критиков. В 1991 году журнал Dragon присудил PC-версии игры пять звёзд из пяти, а в 1992 году этой же оценки удостоилась и Mac-версия.
Критик из Computer Gaming World констатировал, что «Space Quest IV — это идеальная мультимедийная игра: графика и звук великолепны, а сама она предлагает такое восприятие, которое не доступно дискетной версии».
В 2015 году издание Rock, Paper, Shotgun поставило Space Quest IV на 8-е место своего рейтинга лучших приключенческих игр всех времён.